# Liste der Weihbischöfe in Passau

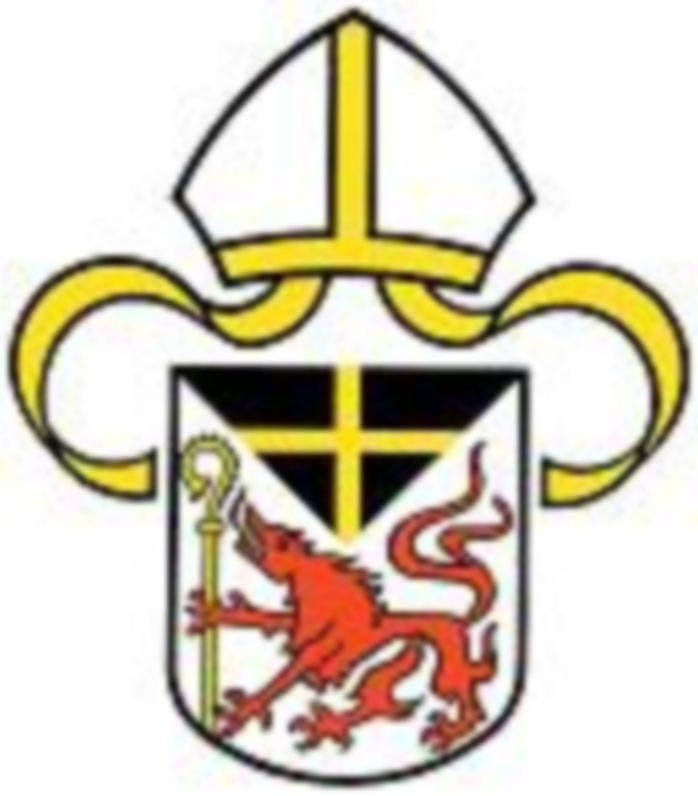
Passau Bistum Wappen

Die folgenden Personen waren und sind als Weihbischöfe im Bistum Passau tätig:
| Nr. | Bischof                                                          | von  | bis  | Anmerkung | Darstellung | Wappen |
| --- | ---------------------------------------------------------------- | ---- | ---- | --- | ----------- | ------ |
| 01  | Johannes                                                         | 1441 | 1465 | † 25. August 1465 |             |        |
| 02  | Sigismund Pirchan OCist                                          | 1441 | 1472 | Titularbischof von Salona, 1426–1442 Abt von Hohenfurth; * 1389, † 15. Juni 1472 |             |        |
| 03  | Benedikt Siebenhirter OSB                                        | 1452 | 1458 | TEB v. Tiberias, am 20. November 1452 zum Weihbischof in Passau ernannt, † 10. Mai 1458 |             |        |
| 04  | Albert Schönhofer                                                | 1473 | 1493 | TB v. Salona ernannt am 17. Mai 1473, konsekriert am 30. Mai 1473, † 7, Juli 1493 |             |        |
| 05  | Andreas Weinmair                                                 | 1477 | 1491 | TB v. Constantia in Arabia, ernannt 1477, ernannt konskr. am 28. September 1477, † 1491 |             |        |
| 06  | Johann Schlecht, OSA                                             | 1481 | 1500 | TB v. Hierapolis in Isauria, ernannt am 10. September 1481, † 31. Juli 1500 |             |        |
| 07  | Bernhard Meurl von Leombach                                      | 1496 | 1526 | TB v. Liberalia * 1452, ernannt am 4. Mai 1496, † 27. Januar 1526 |             |        |
| 08  | Nikolaus Kaps                                                    | 1490 | 1499 | TB v. Hippos * 1435, ernannt am 14. März 1490, konsekr. 4. April 1491, am 28. September 1499 zum Weihbischof in Gurk (Österreich) ernannt, † April 1512 |             |        |
| 09  | Heinrich Kurz                                                    | 1526 | 1557 | ernannt am 14. März 1526, † 21. Juli 1557 |             |        |
| 010 | Thomas Murner, OFM                                               | 1530 | 1536 | 1530 zum Weihbischof von Passau ernannt, † 1536 |             |        |
| 011 | Urban Sagstetter                                                 | 1553 | 1556 | ernannt am 17. April 1553, konsekr. 29. Juni 1553, am 3. Juli 1556 zum Bischof von Gurk, (Österreich) ernannt, † 13. Oktober 1573 |             |        |
| 012 | Erasmus Pagendorfer                                              | 1557 | 1561 | ernannt am 24. März 1557, konsekr. 25. Juli 1558, † 15. Juli 1561 |             |        |
| 013 | Michael Englmayr                                                 | 1561 | 1569 | am 24. März 1561 zum Weihbischof in Passau ernannt, † 13. Juli 1569 |             |        |
| 014 | Christian Krypper                                                | 1570 | 1573 | am 8. November 1570 zum Weihbischof in Passau ernannt, † 12. November 1573 |             |        |
| 015 | Hector Wegmann                                                   | 1575 | 1589 | am 4. Juli 1575 zum Weihbischof in Passau ernannt, † 31. Januar 1589 |             |        |
| 016 | Christoph Weilhamer                                              | 1589 | 1597 | * 1547 in Landshut, 1578 zum Priester geweiht, am 9. Oktober 1589 zum Weihbischof in Passau ernannt, † 26. Mai 1597 |             |        |
| 017 | Andreas Hofmann                                                  | 1597 | 1604 | 1587 zum Priester geweiht, 1597 zum Weihbischof in Passau ernannt, † 24. Mai 1604 |             |        |
| 018 | Simon Bratulich                                                  | 1598 | 1603 | 1598 zum Weihbischof in Passau und 1603 zum Bischof von Zagreb, heute Kroatien ernannt, † 1611 |             |        |
| 019 | Johannes Brenner                                                 | 1603 | 1629 | * 1578 in Dietenheim, 1603 zum Priester geweiht, am 10. Dezember 1608 zum Weihbischof in Passau ernannt, † 13. September 1629 |             |        |
| 020 | Johannes Kaspar Stredele von Montani und Wisberg                 | 1631 | 1642 | TB v. Sarepta, * 1582 in Wien, 1608 ernannt am 15. Dezember 1631, † 28. Dezember 1642 |             |        |
| 021 | Johannes Bartholomäus Kobolt von Tambach                         | 1637 | 1645 | TB v. Lampsacus, * 24. August 1592 in Thambach, ernannt am 14. März 1637, † 5. Februar 1645 |             |        |
| 022 | Nikolaus Aliprandi von Thomasis                                  | 1638 | 1642 | 1628 zum Priester geweiht, 1638 zum Weihbischof in Passau ernannt, † 29. Mai 1642 |             |        |
| 023 | Ulrich Grappler von Trappenburg                                  | 1646 | 1658 | TB v. Lampsacus, * 1601 in Wien, am 29. Mai 1627 zum Priester geweiht, am 23. April 1646 zum Weihbischof in Passau ernannt, † 9. Januar 1658. |             |        |
| 024 | Martin Geiger                                                    | 1668 | 1669 | TB v. Lampsacus, * 1601 in Hainburg, am 6. Mai 1668 zum Weihbischof in Passau ernannt, † 2. Juli 1669 |             |        |
| 025 | Jodok Brendt                                                     | 1670 | 1682 | TB v. Lampsacus, * 28. Oktober 1606 in Neustadt, 1631 in Würzburg zum Priester geweiht, ernannt am 19. Mai 1670, konsekr. am 3. August 1670, emeritiert 1682, † 23. Februar 1686 |             |        |
| 026 | Johannes Maximus Stainer von Pleinfelden                         | 1682 | 1692 | TB v. Selymbria, * 1610 in Bamberg, 1648 zum Priester geweiht, ernannt am 7. Dezember 1682, konsekr. am 5. Februar 1783, † 15. Oktober 1692 |             |        |
| 027 | Johann Raymund Guidobald von Lamberg, OFMCap                     | 1667 | 1703 | TB v. Aulon, * 28. April 1662 in Salzburg, am 23. September 1691 zum Priester geweiht, ernannt am 9. Mai 1701, † 6. April 1725 |             |        |
| 028 | Franz Alois von Lamberg                                          | 1725 | 1732 | Titularbischof von Nilopolis, * 28. September 1692 in Linz; ernannt am 19. November 1725, am 8. Januar 1726 geweiht, † 6. Oktober 1732 in Ardagger |             |        |
| 029 | Anton Josef von Lamberg                                          | 1733 | 1747 | Titularbischof von Lete, * 28. September 1692 in Linz; ernannt am 5. März 1733, geweiht am 3. Mai 1733, resigniert 1747, † 28. Juni 1755 in Regensburg |             |        |
| 030 | Ernst Amadeus Thomas von Attems                                  | 1735 | 1742 | * 21. Dezember 1694 in Graz, am 17. Dezember 1724 in Salzburg zum Priester geweiht, ernannt am 2. Dezember 1735, am 6. Oktober 1742 zum Bischof von Laibach, (heute Slowenien) ernannt, † 5. Dezember 1757 |             |        |
| 031 | Johannes Christoph Ludwig von Kuenburg                           | 1747 | 1756 | TB v. Abdera, * 29. Oktober 1697, am 13. Oktober 1726 zum Priester geweiht, ernannt am 3. Juli 1747, konsekr. am 30. Juli 1747, † 18. August 1756 |             |        |
| 032 | Philipp Wirich Lorenz Graf von Daun zu Sassenheim und Callenborn | 1757 | 1763 | TB v. Tyana, * 11. Juni 1720 in Wien, am 10. August 1755 zum Priester geweiht, ernannt am 3. Januar 1757, † 20. November 1763 |             |        |
| 033 | Joseph Adam von Arco                                             | 1764 | 1776 | TB v. Hippos, * 27. Januar 1733 in Salzburg, am 7. Dezember 1755 zum Priester geweiht, ernannt am 9. April 1764, konsekr. am 1. Mai 1764, am 15. Juli 1776 zum Bischof von Hradec Králové, (heute Tschechien) und am 1. Januar 1780 zum Bischof, ab 1783 Bischof von Seckau, (Osterreich) ernannt, † 3. Juni 1802 |             |        |
| 034 | Franz Karl Maria Cajetan von Firmian                             | 1773 | 1776 | TB v. Ascalon, * 2. Oktober 1741 in Salzburg, am 2. April 1768 zum Priester geweiht, ernannt am 20. Dezember 1773, konsekr. am 16. Januar 1774, † 17. August 1776 |             |        |
| 035 | Thomas Johann von Thun und Hohenstein                            | 1776 | 1795 | TB v. Thyatira, * 16. Mai 1737 in Trento, am 21. Mai 1771 zum Priester geweiht, ernannt am 16. Dezember 1776, konsekr. am 19. Januar 1777, am 4. November 1795 zum Bischof von Passau ernannt, † 7. Oktober 1796                                                                                                  |             |        |
| 036 | Leopold Maximilian von Firmian                                   | 1797 | 1800 | TB v. Tiberias, * 11. Oktober 1766 in Trento, am 22. September in Salzburg zum Priester geweiht, ernannt am 24. Juli 1797, konsekr. am 5. November 1797, am 23. November 1800 zum Bischof von Lavant, (heute Slowenien) und am 25. Januar 1822 zum Erzbischof von Wien ernannt. † 29. November 1831               |             |        |
| 037 | Karl Kajetan von Gaisruck                                        | 1801 | 1818 | TB v. Derbe, * 7. August 1769 in Klagenfurt, am 15. September 1788 zum Priester geweiht, ernannt am 20. Juli 1801, konsekr. am 23. August 1801, am 1. März 1818 zum Erzbischof von Mailand ernannt. am 21. Mai 1829 zum Kardinal kreiert. † 19. November 1846                                                     |             |        |
| 038 | Adalbert von Pechmann                                            | 1824 | 1860 | TB v. Canopus, * 20. Oktober 1777 in Regen, am 27. März 1801 in Regensburg zum Priester geweiht, ernannt am 24. Mai 1824, konsekr. am 25. Juli 1824, † 9. März 1860 |             |        |
| 039 | Antonius Hofmann                                                 | 1961 | 1968 | TB v. Berenice, 1961 Koadjutorbischof, 1968 Bischof von Passau |             |        |
| 040 | Franz Xaver Eder                                                 | 1977 | 1984 | TB v. Villa Regis, * 4. November 1925 in Pfarrkirchen, am 29. Juni 1954 in Passau zum Priester geweiht, ernannt am 6. Mai 1977, konsekr. am 16. Juli 1977, am 26. Januar 1984 zum Koadjutorbischof und am 15. Oktober 1984 zum Bischof von Passau ernannt. Emeritiert am 8. Januar 2001, † 20. Juni 2013          |             |        |

## Hintergrund
Die Fürstbischöfe im Hochstift Passau waren von 1217 bis zur Säkularisation 1803 vorwiegend Nachgeborene aus bayerischem, österreichischem oder böhmischen Adel und gehörten mit Sitz und Stimme dem Fürstenstand (Reichsfürst) im Reichstag an. Der Hofstaat in Passau war relativ bescheiden. Einige Fürstbischöfe hatten nur die Niederen Weihen. In diesem Fall oblag es den Weihbischöfen, in Passau die kirchlichen Funktionen zu übernehmen.